# 弓削汽船
弓削汽船株式会社（ゆげきせん）は、愛媛県越智郡上島町弓削下弓削（弓削島）に本社を置く、海運会社。弓削島、因島、生名島を結ぶ航路を運航していた。

## 航路
- 弓削港 - 土生港長崎桟橋（因島）

一部の便は佐島、生名島へ寄港する。
2011年（平成23年）2月6日の生名橋の供用開始に伴い、弓削〜佐島〜土生航路の運航計画の変更の申請を行い認可され、翌2月7日から使用船舶も旅客船「ゆげじま」に変更した。
2015年3月に上島町議会が航路廃止を決定、同年9月30日に運航終了、10月1日に航路廃止となった。末期は19往復（生名寄港便7便）を運航していた。生名島の弓削中学校、弓削島の弓削商船高等専門学校への通学などで年間約103,000人の利用があったが、スクールバスの運行、立石港と弓削港の間のバスの増便などで代替された。

## 船舶

### 廃止時の船舶
前述の通り、生名橋開通以降は旅客船のみの運航となっていた。
- ゆげじま

生名橋の開通に伴い、上島町が建造し弓削汽船に貸与した。
2010年11月竣工、木曽造船建造、19総トン、ディーゼル2基、機関出力760PS、航海速力14ノット

### 過去の船舶

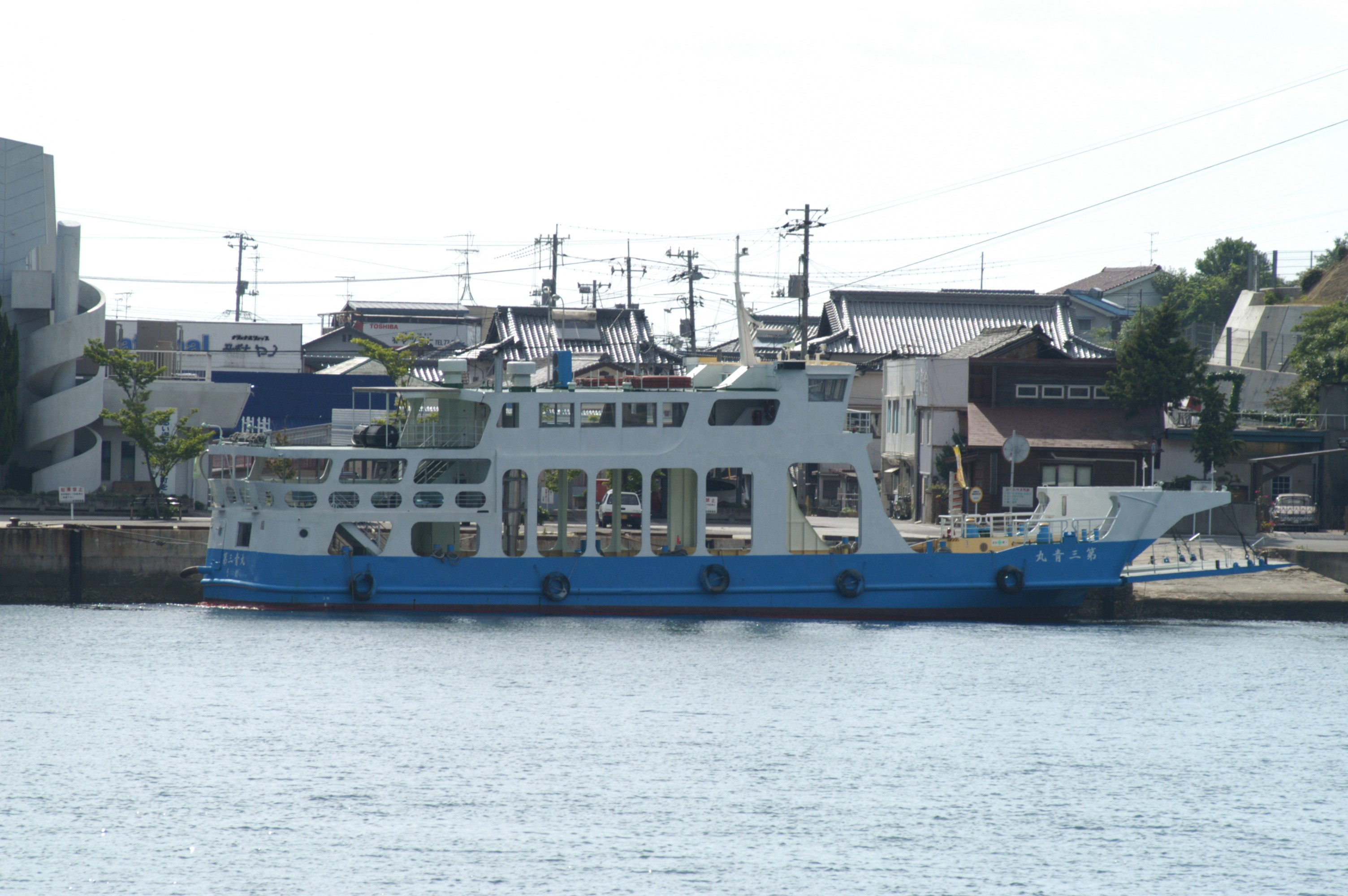
第三青丸

1967年2月28日にフェリー化され、上記「ゆげじま」就航まではカーフェリーのみで運航されていた。
- 第一青丸 (初代・旅客船)

木造船
- 第二青丸[1] (フェリー)

1967年2月28日就航、45.17総トン、ディーゼル1基、機関出力120ps、航海速力8.2ノット、旅客定員114名、トラック3台。
- 第五青丸[1] (初代・フェリー)

1968年3月1日就航、66.49総トン、ディーゼル1基、機関出力120ps、航海速力9.3ノット、旅客定員150名、トラック3台。
- 第八青丸[1] (フェリー)

1970年10月10日就航、88.39総トン、ディーゼル1基、機関出力250ps、航海速力9.4ノット、旅客定員250名、トラック5台。
- 第七青丸[7] (フェリー)

1972年7月竣工、同年8月1日就航、今井製作所建造。
115.56総トン、全長28.00m、型幅6.50m、型深さ2.20m、ディーゼル1基、機関出力200ps、航海速力8ノット、旅客定員250名、トラック6台。
- 第10青丸[7] (フェリー)

1967年7月竣工、1977年2月就航(買船)、備南船舶工業建造。もと山陽商船「いくち」。
151.51総トン、全長30.00m、型幅7.00m、型深さ2.60m、ディーゼル1基、機関出力300ps、航海速力9.5ノット、旅客定員150名、大型車2台、乗用車2台。
- 第一青丸[7] (2代・フェリー)

1968年10月竣工、神原造船建造。もと向島運航「第二十八向島丸」。
151.61総トン、全長32.10m、型幅9.00m、型深さ2.20m、ディーゼル1基、機関出力300ps、航海速力8.5ノット、旅客定員94名。
- 第三青丸[8] (フェリー)

1977年7月竣工、2001年6月15日就航(買船)、神原造船建造。もと宮島松大観光船「第三宮島」を改造。
159.64総トン、機関出力500ps、航海速力9.5ノット、旅客定員200名、トラック7台。
- 第五青丸[6] (2代・フェリー)

2003年2月竣工、同年4月22日就航、神原造船建造。引退後、ごごしまに売船、「ミソラ」に改名。
130総トン、全長42.5m、型幅9.5m、型深さ2.75m、ディーゼル1基、機関出力650ps、航海速力9.5ノット、旅客定員180名、乗用車4台、トラック2台。